# 122554 Joséhernández
122554 Joséhernández è un asteroide della fascia principale. Scoperto nel 2000, presenta un'orbita caratterizzata da un semiasse maggiore pari a 2,4126750 au e da un'eccentricità di 0,1455000, inclinata di 1,45557° rispetto all'eclittica.
L'asteroide è dedicato all'astronauta statunitense José Moreno Hernández.